# Zenttric
Zenttric var ett spanskt Indie Rock-band från provinsen Vizcaya i Bilbao, verksamma 2005-2013. Förutom konserter i olika städer i Spanien, var bandet den 23 juni 2007 förband till The Rolling Stones på stadion Anoeta i Guipúzcoa. År 2009, efter att ha släppt sin debutplatta Zenttric, blev de nominerade som Spaniens bästa nykomling, enligt 40 Principales, tack vare singeln Solo quiero bailar (Jag vill bara dansa översatt till svenska). År 2011 släppte de sin andra platta Tripolar, och deras sista album Tres (Tre) släpptes 2013.

## Musikstil
Deras musikstil innehåller starka influenser från engelska musikstilar som Britpop och Indie Rock, deras musikstil har även bskrivits som Alternativ Rock. Själva musiken är glad och energifull.

## Medlemmar
- Gutxi - sång och gitarr
- Iñigo - bas
- Javi - trummor
- Dani - gitarr

### Tidigare medlemmar
- Mikel - gitarr
- Jorge - bas

## Diskografi

### Album
- 2009 - Zenttric
- 2011 – Tripolar
- 2013 – Tres

### Singlar
- 2008 – Limousine EP
- 2011 – Tripolar EP